# Notre-Dame de Groeninghe
Notre-Dame de Groeninghe, parfois Notre-Dame de Groeninge (en néerlandais : Onze-Lieve Vrouw van Groeninge), est une statue en ivoire de Vierge à l'Enfant, haute de 18,5 cm. Elle aurait été conçue par un sculpteur anonyme, actif à Paris dans les années 1260. Des analyses récentes par l'Institut royal du patrimoine ont confirmé la présence de traces de polychromie ancienne à sa surface. Elle est actuellement vénérée à l'église Saint-Michel de Courtrai.  

## Légende des origines
Selon la légende, la statue est découverte par le pape Martin IV au cours de son pontificat (1281-1285). Après que, dans un petit bois, on ait entendu pendant plusieurs jours des chants angéliques, le pape s'y rend avec de nombreux cardinaux. Il en ramena la statue qui avait été déposée là par les anges.
C'est le pape Honorius IV, au cours de son pontificat (1285-1287), qui en fait don à la comtesse Béatrice de Brabant, qui en fair à son tour don à l'abbaye de Groeninghe, située dans la région de Courtrai. C'est de ce lieu que la statue tire son nom.
À la vénération de Notre-Dame de Groeninghe se conjugue alors la vénération du Cierge de Groeninghe, façonné à partir d'une portion de la Sainte Chandelle d'Arras que Béatrice de Brabant avait obtenue de l’évêque d'Arras en 1285.

## Miracle de la bataille des éperons d'or
Selon la légende, lors de la bataille des éperons d'or, en 1302, Gui de Namur, qui dirigeait les milices flamandes acculées, aurait tourné son regard vers l'abbaye de Groeninghe en s'écriant « Sainte Reine du Ciel, secourez-moi ! », faisant par ce cri basculer la bataille en sa faveur.
Dans le camp opposé, le roi Sigis de Mélinde (ou de Majorque), allié des Français, vit au-dessus de l'église du monastère une vive lumière et dans celle-ci la statue de Notre-Dame de Groeninghe. Demandant à son entourage de quel bâtiment il s'agissait, on lui répondit que c'était l'église du monastère, où la Vierge était particulièrement honorée et dans laquelle les religieuses devaient être en prière. « Je suis Perdu », s'exclama-t-il, « C'est là aussi que je dois mourir. » Ce qui advint, cependant que la chevalerie française était défaite.

## Miracles duXVIIesiècle
En 1636, la ville de Courtrai est frappée par une épidémie de peste. Le 21 septembre, est organisée une procession et une exposition de la Statue de Notre-Dame de Groeninghe, vénérée comme le salut des infirmes et la consolatrice des Affligés, ainsi que du Cierge de Groeninghe. Vénérée dans la journée sur la place du marché, elle est ensuite rapportée au monastère où elle est exposée neuf jours durant. Selon les témoins du temps, de nombreuses guérisons se produisent.
En 1643, lors des fêtes de l'ascension, des témoins affirment avoir entendu des chants angéliques, en particulier les litanies de la Sainte Vierge, dans l'église abbatiale de Groeninghe.
L’évêque Maximilien de Gand ordonne une enquête qui s'étend de 1640 à 1645. Au terme de l'enquête, son successeur l’évêque François Villain de Gand reconnait comme authentiques cinq miracles :
- le chant des Anges entendu dans l'église de Groeninghe ;
- la résurrection de Marie Carboni Roussel, 38 mois, d'Armentières ;
- la guérison d'un ulcère au sein droit de Madeleine Angellie, 31 ans, d'Ypres ;
- la guérison d'un saignement de sœur Françoise de Croix, de Courtrai ;
- la guérison d'une paralysie d'Hubert de Beausart, 19 ans, de Wazemmes.

Il reconnaît aussi 22 grâces singulières, douze grâces remarquables et, comme faveurs particulières, onze guérisons de personnes reconnues comme obsédées ou possédées par le malin.

## Confrérie de Notre-Dame de Groeninghe

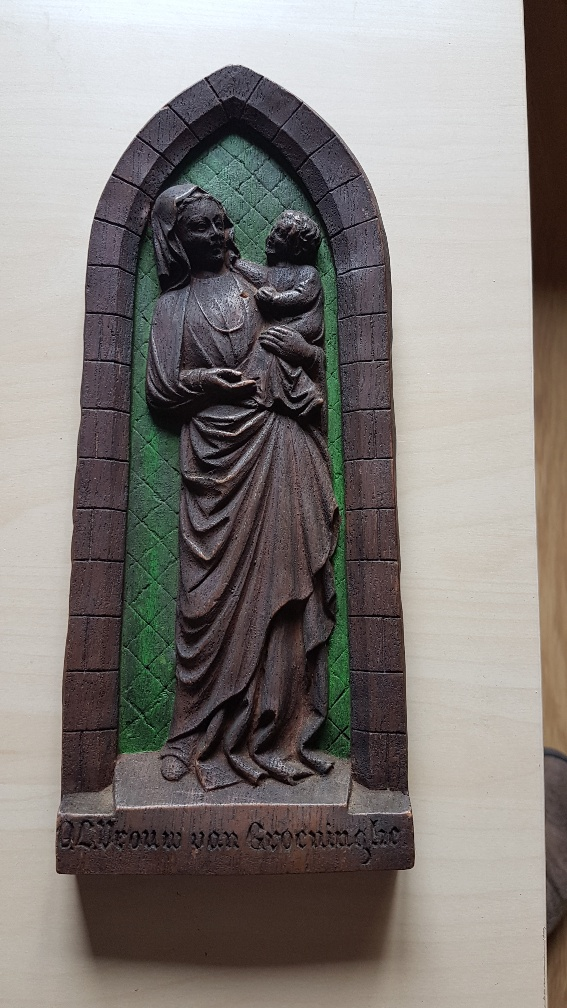
Reproduction en bois de Notre-Dame de Groeninghe

En 1660, le père Joseph Hermans demande et obtient du pape Alexandre VII l'autorisation de fonder une confrérie à Notre-Dame de Groeninghe, celle-ci existe jusqu'à la Révolution française. La confrérie est rétablie le 6 juin 1806 par le cardinal Caparo.

## Transfert à l'église Saint Michel
Après la Révolution française, en septembre 1803, la statue de Notre-Dame de Groeninghe est officiellement rendue au culte et installée dans l'église Saint Michel de Courtrai. En 1841, elle est définitivement cédée par les cisterciennes dont la congrégation a cessé d'exister.

## Couronnement
En 1940, la ville de Courtrai étant sous la menace de bombardements et encombrée de réfugiés, plusieurs membres du clergé local font la promesse solennelle de s'affairer pour obtenir le couronnement de Notre-Dame de Groeninghe si la ville reste épargnée à cette période. Les démarches entreprises aboutissent en 1951 lorsque le pape Pie XII donne mission à monseigneur Henricus Lamiroy de couronner la statue. C'est finalement Fernando Cento, Nonce apostolique, qui aura cette responsabilité. La cérémonie se déroule le 6 juillet 1952, à l'occasion du 650e anniversaire la bataille des éperons d'or. Par manque de place dans les églises de la ville, elle a lieu sur la plaine de Groeninghe. Plus de 10 000 personnes y assistent et 60 prêtres sont nécessaires pour distribuer la communion.

## Dévotion populaire

### Moederzegen
Notre-Dame de Groeninghe est priée par les femmes pour le bon déroulement des grossesses et contre l'infertilité. À l'occasion d'une visite à l'église Saint-Michel de Courtrai, les femmes enceintes peuvent être bénies par un prêtre. Cette tradition est connue sous le nom de Moederzegen (bénédiction de la mère). À cet effet, une cruche emplie d'eau bénite est également disponible près de l'autel.

### Ex-votos

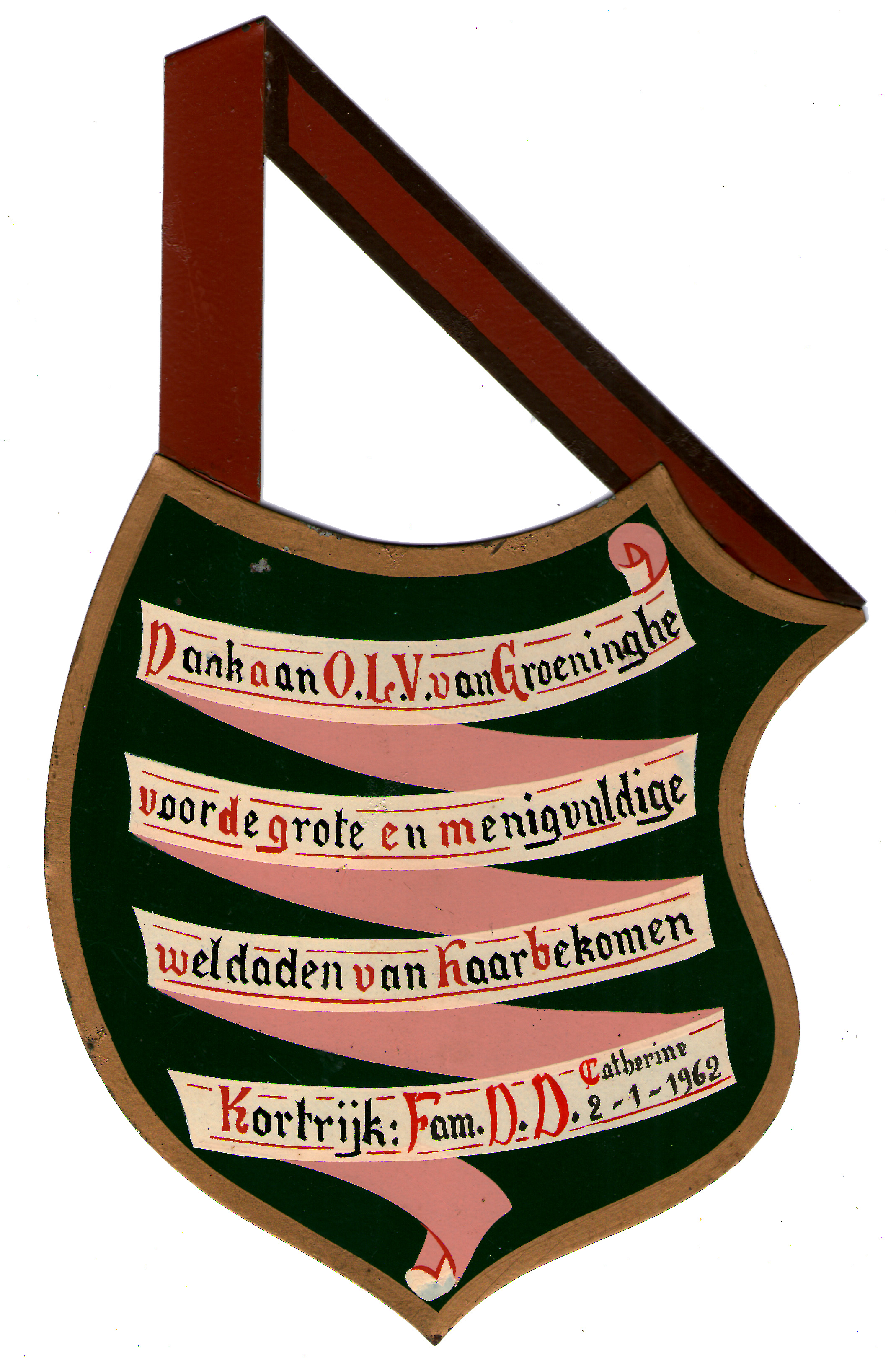
ex-voto traditionnel à Notre Dame de Groeninghe, 1962

Autour de la dévotion à Notre-Dame de Groeninghe s'est déroulée, de la fin du XIXe à la fin de XXe siècle, la production d'ex-votos spécifiques à la région de Courtrai : ceux-ci étaient faits de métal et avaient la forme d'un écusson ou d'un blason, évoquant les légendes du Moyen Âge. Les dédicaces y étaient peintes en caractères gothiques et rédigées en néerlandais ou en français. Les indications de lieux qui s'y trouvaient indiquaient une dévotion s'étendant en Flandre Occidentale, en Flandre-Orientale et dans le Nord de la France  Dans les années 1980, on comptait encore plus de 160 de ces ex-votos accrochés aux murs la chapelle de l'église Saint-Michel. La plupart auraient été fabriqués par Albert Viaene, entrepreneur en travaux de peinture. Ces ex-votos ont tous été enlevés de la chapelle. Les derniers exemplaires de ces ex-votos sont encore visibles à la chapelle Onze-Lieve-Vrouw ter Putte à Courtrai, seulement lors de son ouverture en mai.
Plusieurs peintures assimilables à des ex-votos ont été réalisées pour commémorer les miracles ou en témoignage de dévotion à Notre-Dame de Groeninghe. Une de ces peintures, datant de la première moitié du XVIIe siècle, illustre l'exorcisme de Joosynken Callens, une adolescente âgée de 15 ans. L'évènement se serait produit le 18 octobre 1640,. Une seconde, de la même époque, décrit dans quatre médaillons la découverte par le pape, le don à Béatrice de Brabant, un exorcisme et la résurrection de Maria Carboni. Le peintre Jean-Baptiste van Moerkercke (1623-1673) a également réalisé au XVIIe siècle une peinture de la statue de Notre-Dame de Groeninghe, Notre Dame de Groeninghe dans une niche, entourée de fleurs et de fruit

### Autres offrandes

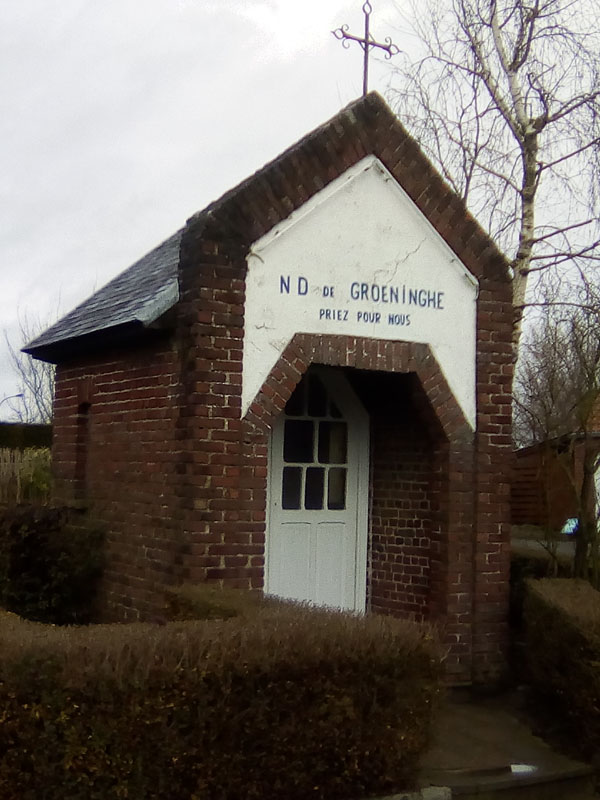
La chapelle Notre-Dame de Groeninghe à Bas-Warneton.

Autrefois[Quand ?], une procession d'enfants se déroulait durant la pendant la pentecôte au terme de laquelle des bougies étaient allumées en l'honneur de Notre-Dame de Groeninghe. Des médailles et des images pieuses étaient également diffusées. Aujourd'hui, les pèlerins peuvent brûler des bougies de neuvaine ornées d'une image de Notre-Dame de Groeninghe dans le sanctuaire.

### Chapelles
Dans la région de Courtrai et au delà, de nombreuses chapelles ont été dédiées à Notre-Dame de Groeninghe : à Bas-Warneton, à Bellegem, à Courtrai, à Dottignies, à Hal, à Koekelare, à Lendelede, à Marke, à Roulers.

### Poésie
En 1866, Clémence Hiers, Dame Prieure du Béguinage de Courtrai, a consacré un recueil de poèmes dédiés à Notre-Dame de Groeninghe.[réf. nécessaire]

## Galerie
L'église Saint Michel de Courtrai possède un ensemble de dix vitraux illustrant les légendes et l'histoire de la statue de Notre-Dame de Groeninghe.

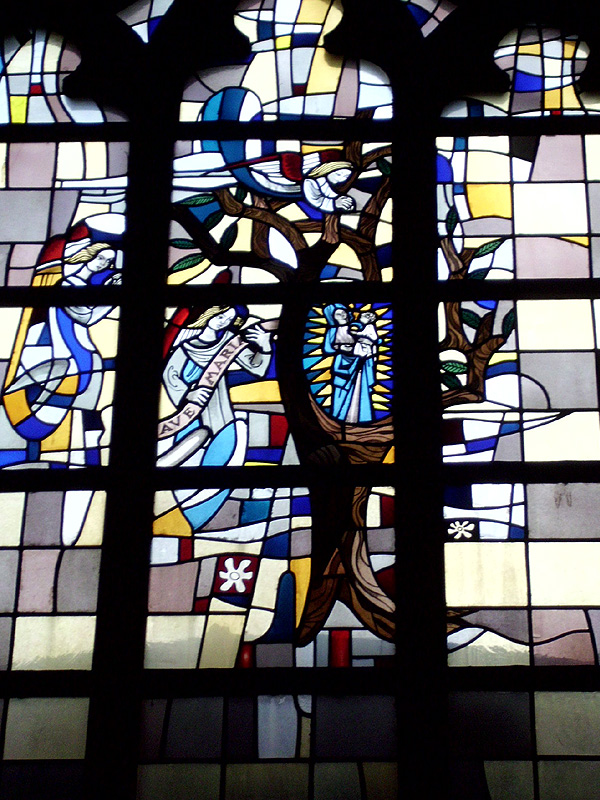
les anges déposent la statue près de Rome.
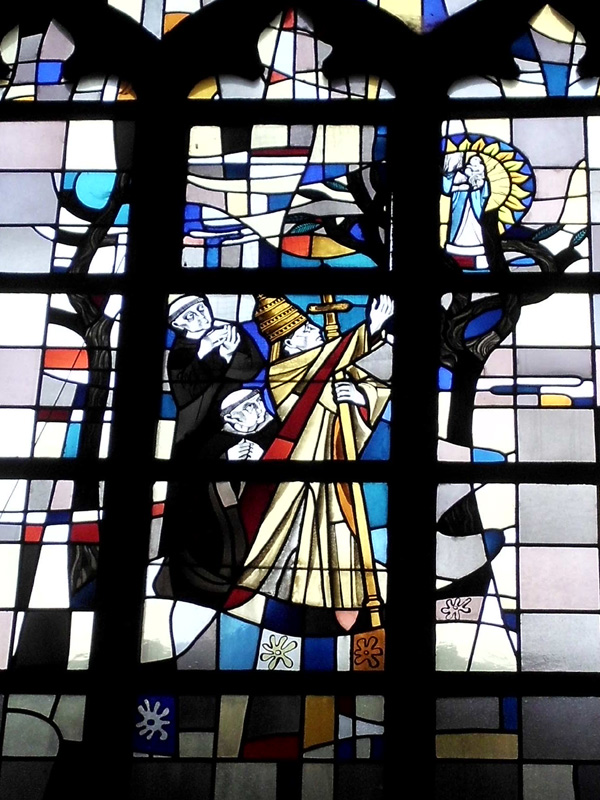
Martin IV découvre la statue.
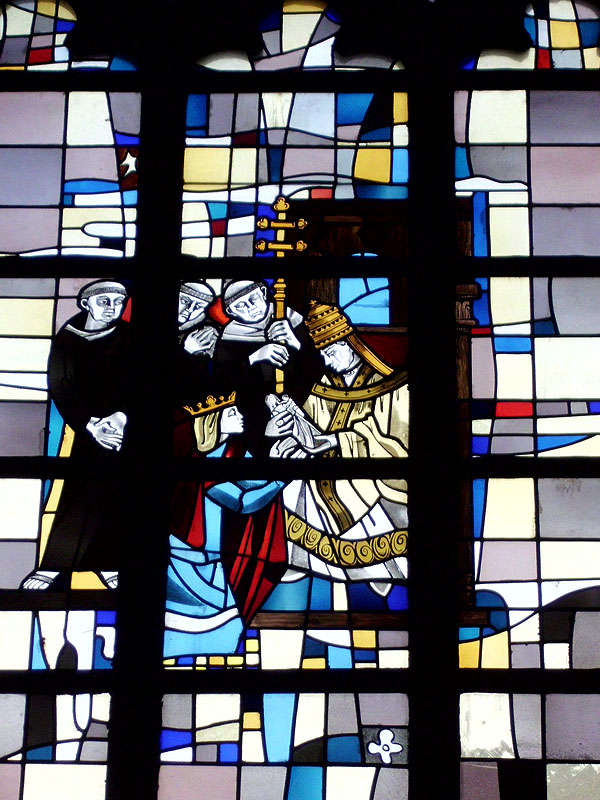
Béatrice de Brabant reçoit la statue.
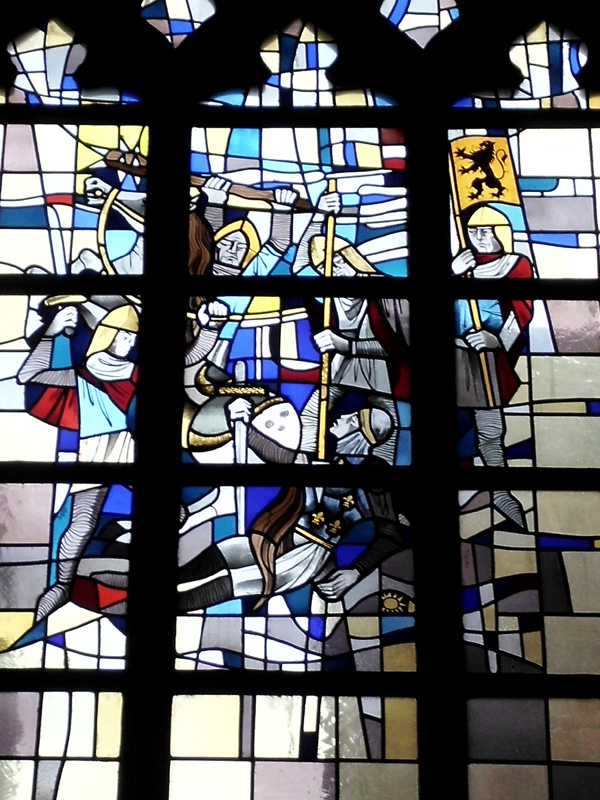
La mort de Robert d'Artois.
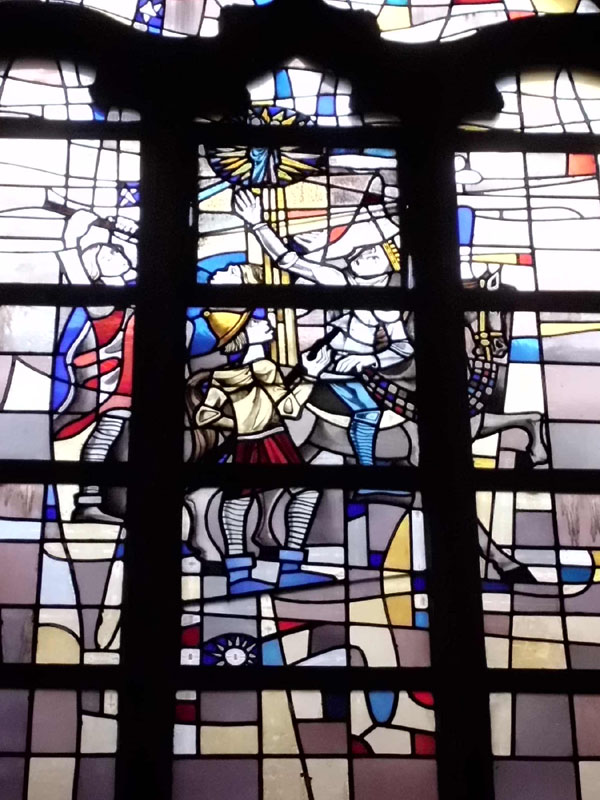
L'apparition au roi Sigis.
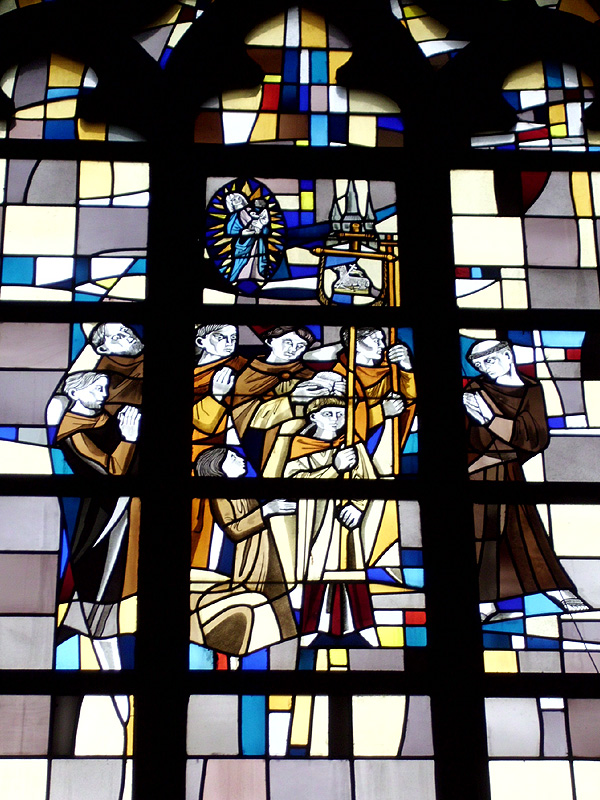
La procession contre la peste de 1636.
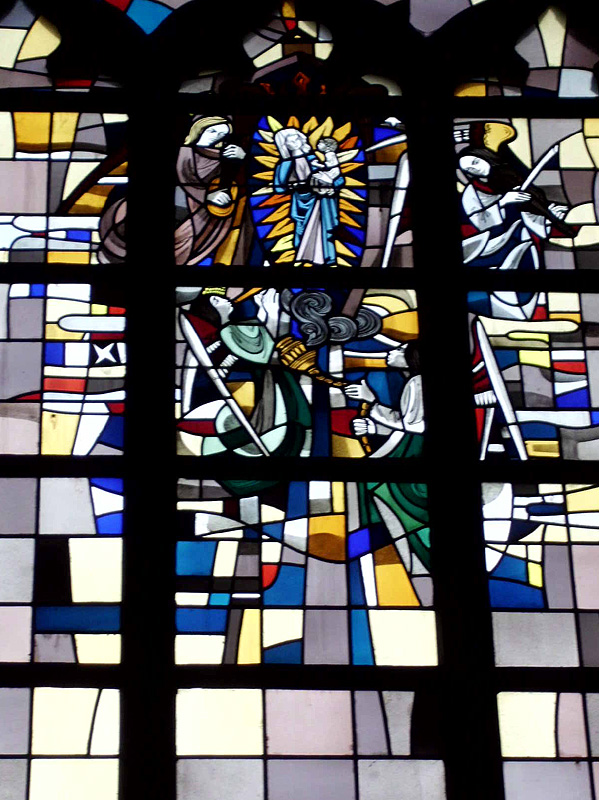
la louange des anges à l'église en 1643.
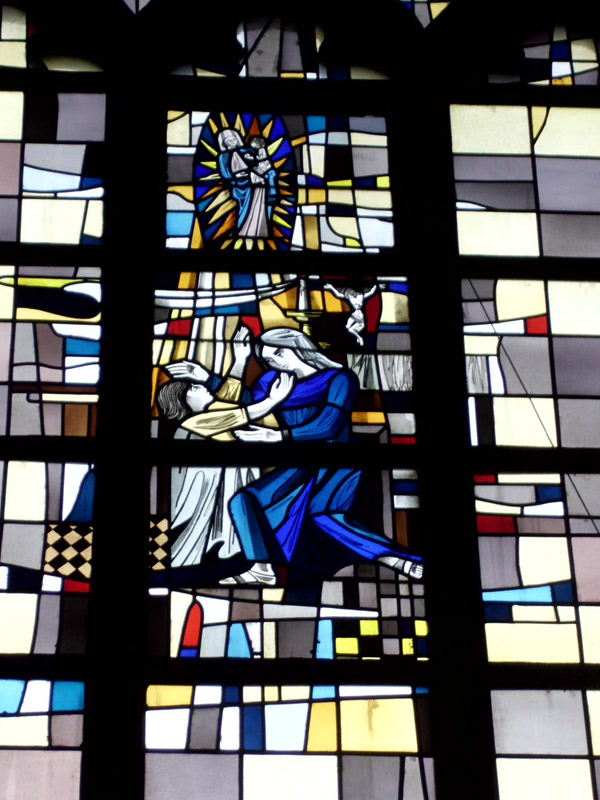
La résurrection de Marie Carboni Roussel.
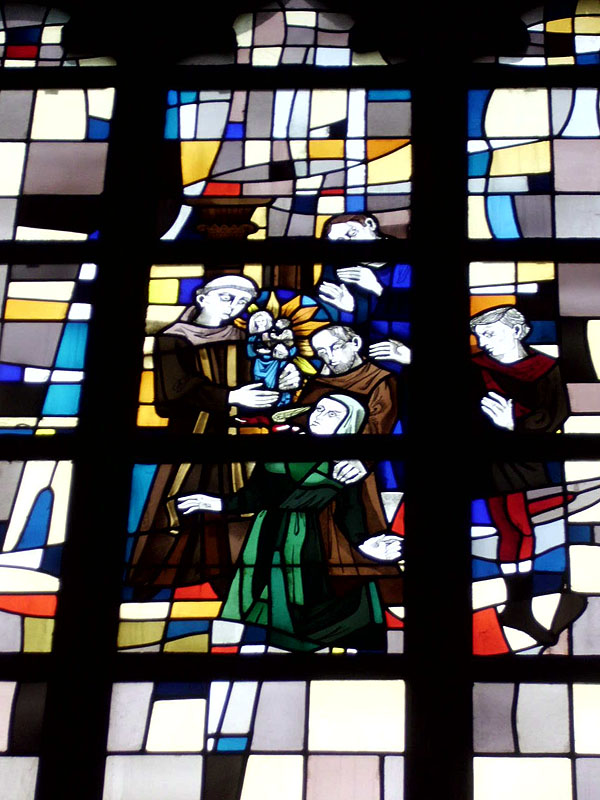
Miracle par l'intercession de Notre-Dame.
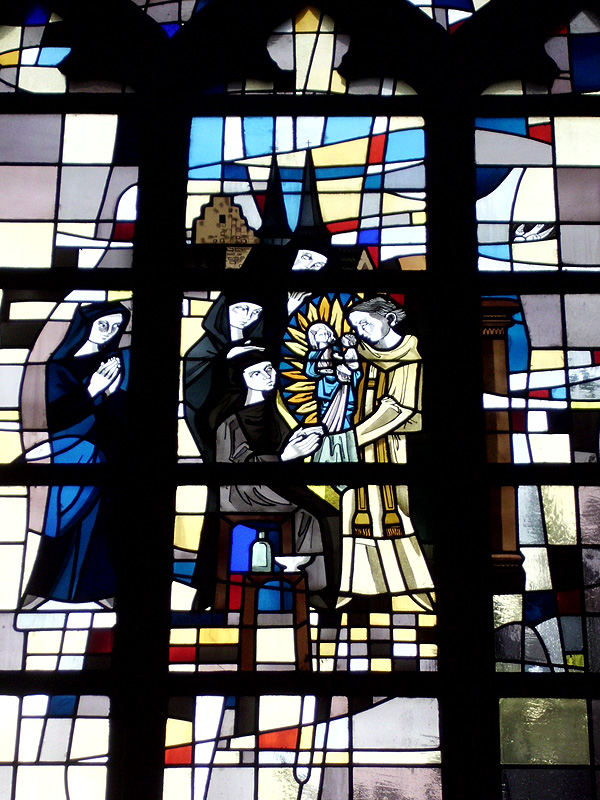
Le don de la statue à l'église Saint-Martin.